# Драгослав Шекуларац
Драгослав Шекуларац (сербохорв. Dragoslav Šekularac, нар. 8 листопада 1937, Штип — пом. 5 січня 2019) — югославський футболіст, що грав на позиції півзахисника. По завершенні ігрової кар'єри — футбольний тренер.
Виступав, зокрема, за клуб «Црвена Звезда», а також національну збірну Югославії.

## Клубна кар'єра
У дорослому футболі дебютував 1954 року виступами за команду клубу «Црвена Звезда», в якій провів дванадцять сезонів, взявши участь у 153 матчах чемпіонату.
Згодом з 1966 по 1973 рік грав у складі команд клубів «Карлсруе СК», «Сент-Луїс Старс», ОФК (Белград), «Санта-Фе», «Мільйонаріос» та «Америка де Калі».
Завершив професійну ігрову кар'єру в клубі «Париж», за команду якого виступав протягом 1975—1976 років.

## Виступи за збірну
У 1956 році дебютував в офіційних матчах у складі національної збірної Югославії. Протягом кар'єри у національній команді, яка тривала 7 років, провів у формі головної команди країни 41 матч, забивши 6 голів.
У складі збірної був учасником футбольного турніру на Олімпійських іграх 1956 року в Мельбурні, де разом з командою здобув «срібло», чемпіонату світу 1958 року у Швеції, чемпіонату Європи 1960 року у Франції, де разом з командою здобув «срібло», чемпіонату світу 1962 року в Чилі.

## Кар'єра тренера
Розпочав тренерську кар'єру, повернувшись до футболу після невеликої перерви, 1984 року, очоливши тренерський штаб збірної Гватемали.
Згодом очолював команду клубу «Црвена Звезда».
Наразі останнім місцем тренерської роботи був клуб «Америка», команду якого Драгослав Шекуларац очолював як головний тренер до 1991 року.

## Титули і досягнення
- Срібний олімпійський призер: 1956
- Віце-чемпіон Європи: 1960